# Kuřimské Jestřabí
Kuřimské Jestřabí é uma comuna checa localizada na região de Morávia do Sul, distrito de Brno-Venkov.